# Frankrijk op het Europees kampioenschap voetbal 2012
Frankrijk was een van de deelnemende landen aan het Europees kampioenschap voetbal 2012 in Polen en Oekraïne. Het was de achtste deelname voor het land. Frankrijk kwalificeerde zich voor het vorige EK in Zwitserland en Oostenrijk (in 2008). Het eindigde daar op de laatste plaats in groep C. De bondscoach is Laurent Blanc. Op 6 juni 2012 stond Frankrijk op de 14e plaats op de FIFA-wereldranglijst, achter Rusland.

## Kwalificatie
Frankrijk was een van de 51 leden van de UEFA die zich inschreef voor de kwalificatie voor het EK 2012. Twee van die leden, Polen en Oekraïne, waren als organiserende landen al geplaatst. Frankrijk werd als groepshoofd ingedeeld in groep D, samen met Roemenië (uit pot 2), Bosnië en Herzegovina (uit pot 3), Wit-Rusland (uit pot 4), Albanië (uit pot 5) en Luxemburg (uit pot 6). De nummers 1 uit elke poule kwalificeerden zich direct voor het Europees kampioenschap.
Frankrijk speelde tien kwalificatiewedstrijden, tegen elke tegenstander twee. In deze reeks scoorde het elftal 15 doelpunten en kreeg 4 tegendoelpunten. De ploeg eindigde op de eerste plaats en kwalificeerde zich daardoor direct.

### Kwalificatieduels
| 2 september 2010 | Frankrijk             | 0 - 1 | Wit-Rusland           |
| 7 september 2010 | Bosnië en Herzegovina | 0 - 2 | Frankrijk             |
| 9 oktober 2010   | Frankrijk             | 2 - 0 | Roemenië              |
| 12 oktober 2010  | Frankrijk             | 2 - 0 | Luxemburg             |
| 25 maart 2011    | Luxemburg             | 0 - 2 | Frankrijk             |
| 3 juni 2011      | Wit-Rusland           | 1 - 1 | Frankrijk             |
| 2 september 2011 | Albanië               | 1 - 2 | Frankrijk             |
| 6 september 2011 | Roemenië              | 0 - 0 | Frankrijk             |
| 7 oktober 2010   | Frankrijk             | 3 - 0 | Albanië               |
| 11 oktober 2010  | Frankrijk             | 1 - 1 | Bosnië en Herzegovina |

| Land                  | Wed | Win | Gel | Ver | DV | DT | +/- | Pnt |
| --------------------- | --- | --- | --- | --- | -- | -- | --- | --- |
| Frankrijk             | 10  | 6   | 3   | 1   | 15 | 4  | +11 | 21  |
| Bosnië en Herzegovina | 10  | 6   | 2   | 2   | 17 | 8  | +9  | 20  |
| Roemenië              | 10  | 3   | 5   | 2   | 13 | 9  | +4  | 14  |
| Wit-Rusland           | 10  | 3   | 4   | 3   | 8  | 7  | +1  | 13  |
| Albanië               | 10  | 2   | 3   | 5   | 7  | 14 | -7  | 9   |
| Luxemburg             | 10  | 1   | 1   | 8   | 3  | 21 | -18 | 4   |

## Het Europees kampioenschap
Frankrijk werd bij de loting op 2 december 2011 ingedeeld in Groep D. Aan deze groep werden gedurende de loting Oekraïne (gastland), Engeland en Zweden toegevoegd. Frankrijk speelt zijn eerste wedstrijd tegen Engeland, op 11 juli. Na deze wedstrijd spelen Oekraïne en Zweden tegen elkaar.
Frankrijk speelt al zijn wedstrijden in de groepsfase in Oekraïne.

### Technische staf
| Naam              | Functie           |
| ----------------- | ----------------- |
| Technische staf   |                   |
| Laurent Blanc     | Bondscoach        |
| Jean-Louis Gasset | Assistent-trainer |
| Alain Boghossian  | Assistent-trainer |
| Franck Raviot     | Keeperstrainer    |
| Medische staf     |                   |
| Fabrice Bryand    | Dokter            |

### Selectie en statistieken
| Nr. | Naam               | Geboortedatum | GW |   |   |   |   |   |   | Club                | Positie(s) |
| --- | ------------------ | ------------- | -- | - | - | - | - | - | - | ------------------- | ---------- |
| 1   | Hugo Lloris        | 26-12-1986    | 4  | 0 | 0 | 0 | 0 | 0 | 0 | Olympique Lyon      | GK         |
| 2   | Mathieu Debuchy    | 28-07-1985    | 4  | 0 | 1 | 0 | 0 | 0 | 1 | Lille OSC           | RB         |
| 3   | Patrice Évra       | 15-05-1981    | 1  | 0 | 0 | 0 | 0 | 0 | 0 | Manchester United   | LB         |
| 4   | Adil Rami          | 27-12-1985    | 4  | 0 | 0 | 0 | 0 | 0 | 0 | Valencia            | CB         |
| 5   | Philippe Mexès     | 30-03-1982    | 3  | 0 | 2 | 0 | 0 | 0 | 0 | AC Milan            | CB         |
| 6   | Yohan Cabaye       | 14-01-1986    | 3  | 1 | 1 | 0 | 0 | 0 | 2 | Newcastle United    | CM         |
| 7   | Franck Ribéry      | 07-04-1983    | 4  | 0 | 0 | 0 | 0 | 0 | 0 | Bayern München      | LW, AM     |
| 8   | Mathieu Valbuena   | 28-09-1984    | 0  | 0 | 0 | 0 | 0 | 0 | 0 | Olympique Marseille | AM, LW, RW |
| 9   | Olivier Giroud     | 30-09-1986    | 3  | 0 | 0 | 0 | 0 | 3 | 0 | Montpellier         | CF         |
| 10  | Karim Benzema      | 19-12-1987    | 4  | 0 | 0 | 0 | 0 | 0 | 1 | Real Madrid         | CF         |
| 11  | Samir Nasri        | 26-06-1987    | 4  | 1 | 0 | 0 | 0 | 1 | 1 | Manchester City     | AM, LW, RW |
| 12  | Blaise Matuidi     | 09-04-1987    | 0  | 0 | 0 | 0 | 0 | 0 | 0 | Paris Saint-Germain | CM, DM     |
| 13  | Anthony Réveillère | 10-11-1979    | 1  | 0 | 0 | 0 | 0 | 0 | 0 | Olympique Lyon      | RB         |
| 14  | Jérémy Ménez       | 07-05-1987    | 3  | 1 | 2 | 0 | 0 | 2 | 1 | Paris Saint-Germain | LW, AM, CF |
| 15  | Florent Malouda    | 13-06-1980    | 3  | 0 | 0 | 0 | 0 | 1 | 2 | Chelsea             | LW, AM     |
| 16  | Steve Mandanda     | 28-03-1985    | 0  | 0 | 0 | 0 | 0 | 0 | 0 | Olympique Marseille | GK         |
| 17  | Yann M'Vila        | 29-06-1990    | 3  | 0 | 0 | 0 | 0 | 1 | 2 | Stade Rennais       | CM, DM     |
| 18  | Alou Diarra        | 15-07-1981    | 3  | 0 | 0 | 0 | 0 | 0 | 0 | Olympique Marseille | DM, CB     |
| 19  | Marvin Martin      | 10-01-1988    | 2  | 0 | 0 | 0 | 0 | 2 | 0 | FC Sochaux          | AM, CM     |
| 20  | Hatem Ben Arfa     | 07-03-1987    | 2  | 0 | 0 | 0 | 0 | 1 | 1 | Newcastle United    | AM, LW, RW |
| 21  | Laurent Koscielny  | 10-09-1985    | 1  | 0 | 0 | 0 | 0 | 0 | 0 | Arsenal             | CB         |
| 22  | Gaël Clichy        | 26-07-1985    | 3  | 0 | 0 | 0 | 0 | 0 | 0 | Manchester City     | LB         |
| 23  | Cédric Carrasso    | 30-12-1981    | 0  | 0 | 0 | 0 | 0 | 0 | 0 | Bordeaux            | GK         |

### Wedstrijden

#### Klassement groep D
| Land      | GW | Win | Gel | Ver | DV | DT | +/- | Pnt |
| --------- | -- | --- | --- | --- | -- | -- | --- | --- |
| Engeland  | 3  | 2   | 1   | 0   | 5  | 3  | +2  | 7   |
| Frankrijk | 3  | 1   | 1   | 1   | 3  | 3  | 0   | 4   |
| Oekraïne  | 3  | 1   | 0   | 2   | 2  | 4  | -2  | 3   |
| Zweden    | 3  | 1   | 0   | 2   | 5  | 5  | 0   | 3   |

#### Groepsfase
|                          |           |         |             |                                                                                    |
| 11 juni 2012 18:00 (MET) | Frankrijk | 1 – 1   | Engeland    | Donbas Arena, Donetsk Toeschouwers: 47.400 Scheidsrechter: Nicola Rizzoli (Italië) |
| 11 juni 2012 18:00 (MET) | Nasri 39' | Verslag | 30' Lescott | Donbas Arena, Donetsk Toeschouwers: 47.400 Scheidsrechter: Nicola Rizzoli (Italië) |

| Frankrijk | Engeland |

| Frankrijk:     |    |                 |     |
|                |    |                 |     |
| GK             | 1  | Hugo Lloris     |     |
| RB             | 2  | Mathieu Debuchy |     |
| CB             | 4  | Adil Rami       |     |
| CB             | 5  | Philippe Mexès  |     |
| LB             | 3  | Patrice Évra    |     |
| DM             | 18 | Alou Diarra     |     |
| CM             | 6  | Yohan Cabaye    | 84' |
| CM             | 15 | Florent Malouda | 85' |
| RW             | 11 | Samir Nasri     |     |
| CF             | 10 | Karim Benzema   |     |
| LW             | 7  | Franck Ribéry   |     |
| Wisselspelers: |    |                 |     |
| MF             | 20 | Hatem Ben Arfa  | 84' |
| MF             | 19 | Marvin Martin   | 85' |
| Coach:         |    |                 |     |
| Laurent Blanc  |    |                 |     |

| Engeland:      |    |                         |         |
|                |    |                         |         |
| GK             | 1  | Joe Hart                |         |
| RB             | 2  | Glen Johnson            |         |
| CB             | 6  | John Terry              |         |
| CB             | 15 | Joleon Lescott          |         |
| LB             | 3  | Ashley Cole             |         |
| RM             | 16 | James Milner            |         |
| CM             | 4  | Steven Gerrard          |         |
| CM             | 17 | Scott Parker            | 78'     |
| LM             | 20 | Alex Oxlade-Chamberlain | 34' 77' |
| AM             | 11 | Ashley Young            | 71'     |
| CF             | 22 | Danny Welbeck           | 90'     |
| Wisselspelers: |    |                         |         |
| FW             | 21 | Jermain Defoe           | 77'     |
| MF             | 8  | Jordan Henderson        | 78'     |
| FW             | 7  | Theo Walcott            | 90'     |
| Coach:         |    |                         |         |
| Roy Hodgson    |    |                         |         |

Man van de wedstrijd:

 Samir Nasri

|                          |          |         |                      |                                                                                      |
| 15 juni 2012 19:00 (MET) | Oekraïne | 0 – 2   | Frankrijk            | Donbas Arena, Donetsk Toeschouwers: 48.000 Scheidsrechter: Björn Kuipers (Nederland) |
| 15 juni 2012 19:00 (MET) |          | Verslag | 53' Ménez 56' Cabaye | Donbas Arena, Donetsk Toeschouwers: 48.000 Scheidsrechter: Björn Kuipers (Nederland) |

| Oekraïne | Frankrijk |

| Oekraïne:      |    |                      |     |
|                |    |                      |     |
| GK             | 12 | Andrij Pjatov        |     |
| RB             | 9  | Oleg Goesjev         |     |
| CB             | 17 | Taras Michalik       |     |
| CB             | 3  | Jevhen Chatsjeridi   |     |
| LB             | 2  | Yevhen Selin         | 55' |
| CM             | 4  | Anatoli Tymosjtsjoek | 87' |
| CM             | 10 | Andrij Voronin       | 46' |
| RW             | 11 | Andriy Yarmolenko    | 68' |
| AM             | 18 | Serhij Nazarenko     | 60' |
| LW             | 19 | Jevhen Konopljanka   |     |
| CF             | 7  | Andrij Sjevtsjenko   |     |
| Wisselspelers: |    |                      |     |
| MF             | 22 | Marko Dević          | 65' |
| FW             | 15 | Artem Milevsky       | 74' |
| MF             | 8  | Oleksandr Aliejev    | 81' |
| Coach:         |    |                      |     |
| Oleh Blochin   |    |                      |     |

| Frankrijk:     |    |                 |         |
|                |    |                 |         |
| GK             | 1  | Hugo Lloris     |         |
| RB             | 2  | Mathieu Debuchy | 79'     |
| CB             | 4  | Adil Rami       |         |
| CB             | 5  | Philippe Mexès  | 81'     |
| LB             | 22 | Gaël Clichy     |         |
| DM             | 18 | Alou Diarra     |         |
| CM             | 11 | Samir Nasri     |         |
| CM             | 6  | Yohan Cabaye    | 68'     |
| RW             | 14 | Jérémy Ménez    | 40' 73' |
| CF             | 10 | Karim Benzema   | 76'     |
| LW             | 7  | Franck Ribéry   |         |
| Wisselspelers: |    |                 |         |
| MF             | 17 | Yann M'Vila     | 68'     |
| MF             | 19 | Marvin Martin   | 73'     |
| FW             | 9  | Olivier Giroud  | 76'     |
| Coach:         |    |                 |         |
| Laurent Blanc  |    |                 |         |

Man van de wedstrijd:

 Franck Ribéry

|                          |                               |         |           |                                                                                     |
| 19 juni 2012 20:45 (MET) | Zweden                        | 2 – 0   | Frankrijk | NSK Olimpiejsky, Kiev Toeschouwers: 63.010 Scheidsrechter: Pedro Proença (Portugal) |
| 19 juni 2012 20:45 (MET) | Ibrahimović 54' Larsson 90+1' | Verslag |           | NSK Olimpiejsky, Kiev Toeschouwers: 63.010 Scheidsrechter: Pedro Proença (Portugal) |

| Zweden | Frankrijk |

| Zweden:        |    |                       |         |
|                |    |                       |         |
| GK             | 1  | Andreas Isaksson      |         |
| RB             | 4  | Andreas Granqvist     |         |
| CB             | 3  | Olof Mellberg         |         |
| CB             | 13 | Jonas Olsson          |         |
| LB             | 5  | Martin Olsson         |         |
| RW             | 7  | Sebastian Larsson     |         |
| CM             | 8  | Anders Svensson       | 70' 79' |
| CM             | 9  | Kim Källström         |         |
| LW             | 19 | Emir Bajrami          | 46'     |
| AM             | 10 | Zlatan Ibrahimović    |         |
| CF             | 20 | Ola Toivonen          | 78'     |
| Wisselspelers: |    |                       |         |
| MF             | 21 | Christian Wilhelmsson | 46'     |
| FW             | 16 | Pontus Wernbloom      | 78'     |
| MF             | 18 | Samuel Holmén         | 79' 81' |
| Coach:         |    |                       |         |
| Erik Hamrén    |    |                       |         |

| Frankrijk:     |    |                 |         |
|                |    |                 |         |
| GK             | 1  | Hugo Lloris     |         |
| RB             | 2  | Mathieu Debuchy | 79'     |
| CB             | 4  | Adil Rami       |         |
| CB             | 5  | Philippe Mexès  | 81'     |
| LB             | 22 | Gaël Clichy     |         |
| DM             | 18 | Alou Diarra     |         |
| CM             | 11 | Samir Nasri     |         |
| CM             | 6  | Yohan Cabaye    | 68'     |
| RW             | 14 | Jérémy Ménez    | 40' 73' |
| CF             | 10 | Karim Benzema   | 76'     |
| LW             | 7  | Franck Ribéry   |         |
| Wisselspelers: |    |                 |         |
| MF             | 17 | Yann M'Vila     | 68'     |
| MF             | 19 | Marvin Martin   | 73'     |
| FW             | 9  | Olivier Giroud  | 76'     |
| Coach:         |    |                 |         |
| Laurent Blanc  |    |                 |         |

Man van de wedstrijd:

 Zlatan Ibrahimović

#### Kwartfinale
|                          |                          |         |           |                                                                                    |
| 22 juni 1996 18:30 (UTC) | Spanje                   | 2 – 0   | Frankrijk | Donbas Arena, Donetsk Toeschouwers: 47.000 Scheidsrechter: Nicola Rizzoli (Italië) |
| 22 juni 1996 18:30 (UTC) | Alonso 19', 90+1' (pen.) | Verslag |           | Donbas Arena, Donetsk Toeschouwers: 47.000 Scheidsrechter: Nicola Rizzoli (Italië) |

| Spanje | Frankrijk |

| Spanje:            |    |                 |     |
|                    |    |                 |     |
| GK                 | 1  | Iker Casillas   |     |
| RB                 | 17 | Álvaro Arbeloa  |     |
| CB                 | 3  | Gerard Piqué    |     |
| CB                 | 15 | Sergio Ramos    | 31' |
| LB                 | 18 | Jordi Alba      |     |
| DM                 | 16 | Sergio Busquets |     |
| CM                 | 8  | Xavi            |     |
| CM                 | 14 | Xabi Alonso     |     |
| RW                 | 21 | David Silva     | 65' |
| CF                 | 10 | Cesc Fàbregas   | 67' |
| LW                 | 6  | Andrés Iniesta  | 84' |
| Wisselspelers:     |    |                 |     |
| FW                 | 7  | Pedro           | 65' |
| FW                 | 18 | Fernando Torres | 67' |
| MF                 | 18 | Santi Cazorla   | 84' |
| Coach:             |    |                 |     |
| Vicente del Bosque |    |                 |     |

| Frankrijk:     |    |                    |         |
|                |    |                    |         |
| GK             | 1  | Hugo Lloris        |         |
| RB             | 13 | Anthony Réveillère | 79'     |
| CB             | 4  | Adil Rami          |         |
| CB             | 21 | Laurent Koscielny  |         |
| LB             | 22 | Gaël Clichy        |         |
| DM             | 17 | Yann M'Vila        | 79'     |
| RW             | 2  | Mathieu Debuchy    | 64'     |
| CM             | 6  | Yohan Cabaye       | 42'     |
| CM             | 15 | Florent Malouda    | 65'     |
| LW             | 7  | Franck Ribéry      |         |
| CF             | 10 | Karim Benzema      |         |
| Wisselspelers: |    |                    |         |
| MF             | 14 | Jérémy Ménez       | 64' 76' |
| MF             | 11 | Samir Nasri        | 65'     |
| FW             | 9  | Olivier Giroud     | 79'     |
| Coach:         |    |                    |         |
| Laurent Blanc  |    |                    |         |

Man van de wedstrijd:

 Xabi Alonso

## Afbeeldingen

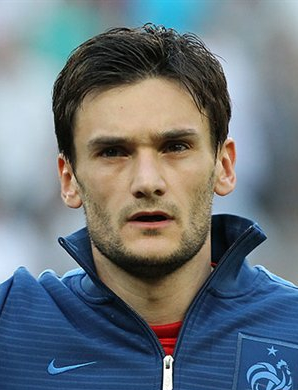
Hugo Lloris (doelman)
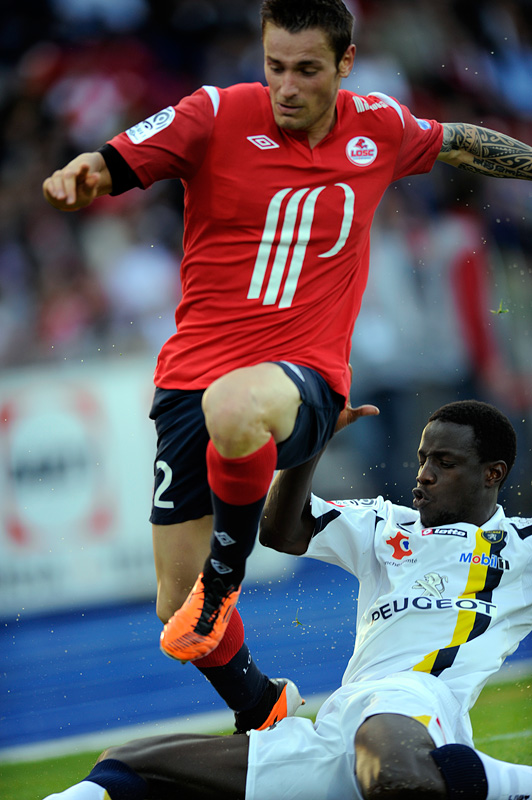
Mathieu Debuchy (verdediger)
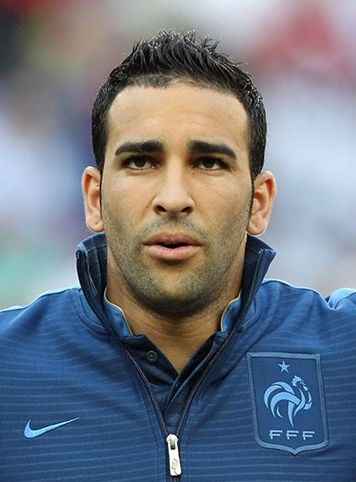
Adil Rami (verdediger)
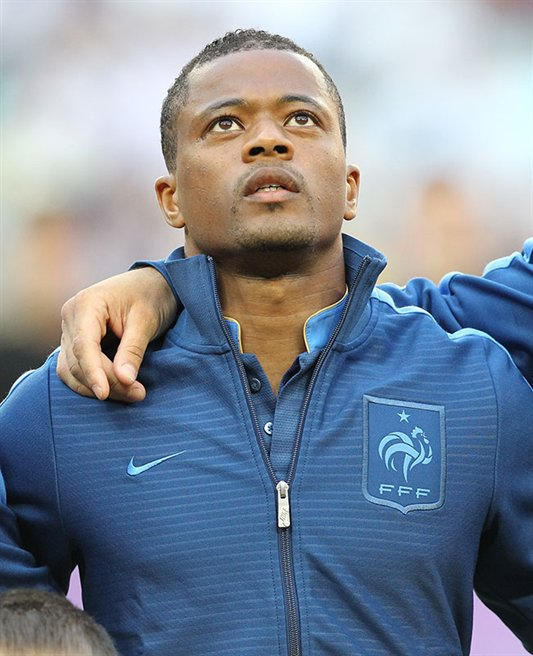
Patrice Evra (verdediger)
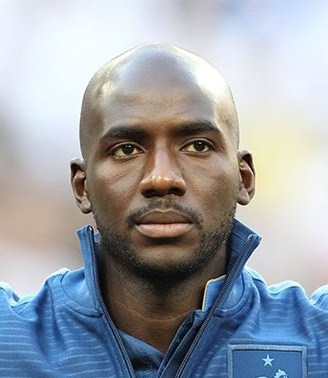
Alou Diarra (middenvelder)
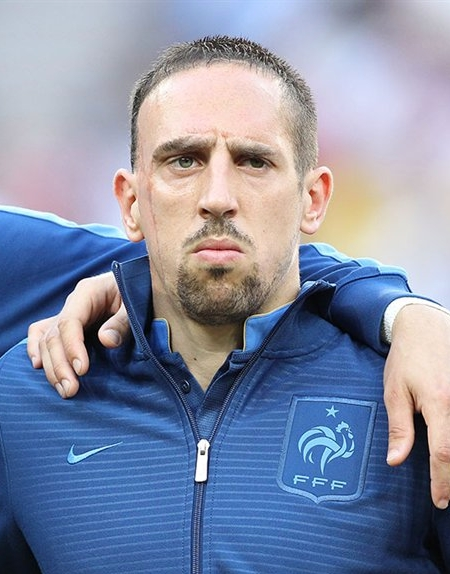
Franck Ribéry (middenvelder)
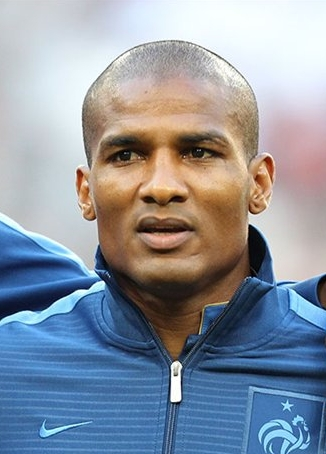
Florent Malouda (middenvelder)
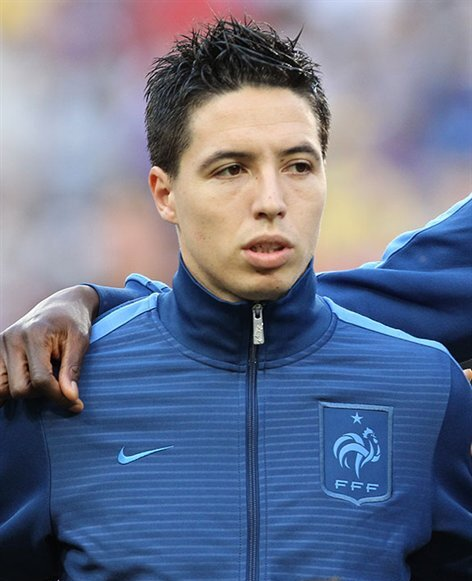
Samir Nasri (middenvelder)
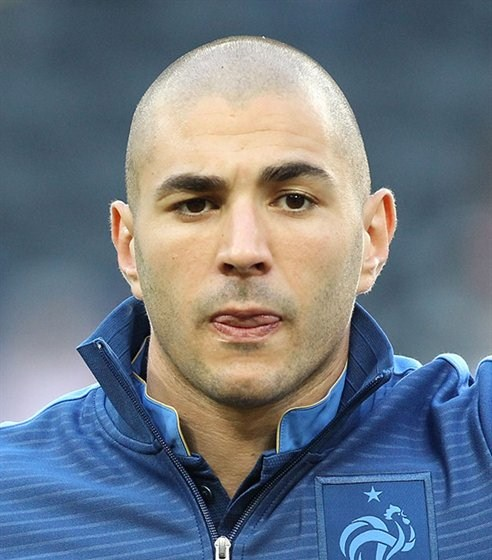
Karim Benzema (aanvaller)
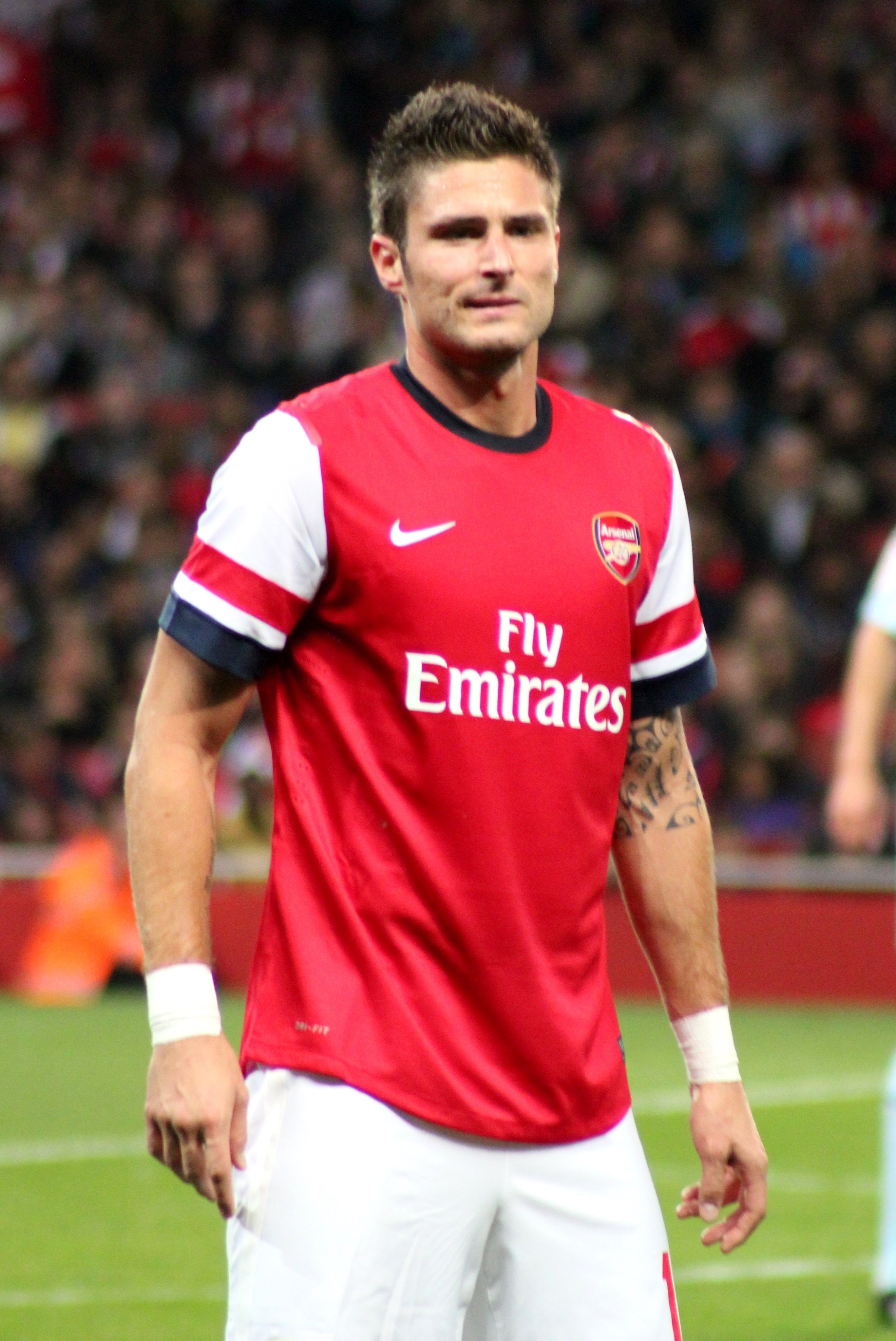
Olivier Giroud (aanvaller)

Groep A:  Polen ·  Griekenland ·  Rusland ·  Tsjechië
Groep B:  Nederland ·  Duitsland ·  Portugal ·  Denemarken
Groep C:  Spanje ·  Italië ·  Kroatië ·  Ierland
Groep D:  Oekraïne ·  Zweden ·  Frankrijk ·  Engeland
FFF · A-internationals · Selecties · Bondscoaches · Frans vrouwenelftal · Olympisch elftal · Frankrijk U21 · Frankrijk U20 · Frankrijk U19 · Frankrijk U18 · Frankrijk U17 · Frankrijk U16 · Vrouwen U17
1904 – 1919 ·
1920 – 1929 ·
1930 – 1939 ·
1940 – 1949 ·
1950 – 1959 ·
1960 – 1969 ·
1970 – 1979 ·
1980 – 1989 ·
1990 – 1999 ·
2000 – 2009 ·
2010 – 2019 ·
2020 – 2029
EK's: 1984 · 
1992 · 
1996 · 
2000 · 
2004 · 
2008 · 
2012 · 
2016 · 
2020 · 
2024
WK's: 1930 · 
1934 · 
1938 · 
1954 · 
1958 · 
1966 · 
1978 · 
1982 · 
1986 · 
1998 · 
2002 · 
2006 · 
2010 · 
2014 · 
2018 · 
2022
OS: 1900 · 
1908 · 
1920 · 
1924 · 
1948 · 
1952 · 
1960 · 
1968 · 
1976 · 
1984 · 
1996 · 
2020
1904 · 
1905 · 
1906 · 
1907 · 
1908 · 
1909 · 
1910 · 
1911 · 
1912 · 
1913 · 
1914 · 
1915 · 1916 · 1917 · 1918 · 
1919 · 
1920 · 
1921 · 
1922 · 
1923 · 
1924 · 
1925 · 
1926 · 
1927 · 
1928 · 
1929 · 
1930 · 
1931 · 
1932 · 
1933 · 
1934 · 
1935 · 
1936 · 
1937 · 
1938 · 
1939 · 
1940 · 1941  · 
1942 · 
1943 · 1944  · 
1945 · 
1946 · 
1947 · 
1948 · 
1949 · 
1950 · 
1951 · 
1952 · 
1953 · 
1954 · 
1955 · 
1956 · 
1957 · 
1958 · 
1959 ·
1960 · 
1961 · 
1962 · 
1963 · 
1964 · 
1965 · 
1966 · 
1967 · 
1968 · 
1969 ·
1970 · 
1971 · 
1972 · 
1973 · 
1974 · 
1975 · 
1976 · 
1977 · 
1978 · 
1979 ·
1980 · 
1981 · 
1982 · 
1983 · 
1984 · 
1985 · 
1986 · 
1987 · 
1988 · 
1989 · 
1990 · 
1991 · 
1992 · 
1993 · 
1994 · 
1995 · 
1996 · 
1997 · 
1998 · 
1999 · 
2000 · 
2001 · 
2002 · 
2003 · 
2004 · 
2005 · 
2006 · 
2007 · 
2008 · 
2009 · 
2010 · 
2011 · 
2012 · 
2013 · 
2014 · 
2015 · 
2016 · 
2017 · 
2018 ·
2019 ·
2020 ·
2021 ·
2022 ·
2023
Albanië ·
Algerije ·
Andorra ·
Argentinië ·
Armenië ·
Australië ·
Azerbeidzjan ·
België ·
Bolivia ·
Bosnië en Herzegovina ·
Brazilië ·
Bulgarije ·
Canada ·
Chili ·
China ·
Colombia ·
Costa Rica ·
Cyprus ·
Denemarken ·
Duitse Democratische Republiek ·
Duitsland ·
Ecuador ·
Egypte ·
Engeland ·
Estland ·
Faeröer ·
Finland ·
Georgië ·
Gibraltar ·
Griekenland ·
Honduras ·
Hongarije ·
Ierland ·
IJsland ·
Iran ·
Israël ·
Italië ·
Ivoorkust ·
Jamaica ·
Japan ·
Joegoslavië ·
Kameroen ·
Kazachstan ·
Koeweit ·
Kroatië ·
Letland ·
Litouwen ·
Luxemburg ·
Malta ·
Marokko ·
Mexico ·
Moldavië ·
Nederland ·
Nieuw-Zeeland ·
Nigeria ·
Noord-Ierland ·
Noorwegen ·
Oekraïne ·
Oostenrijk ·
Paraguay ·
Peru · 
Polen ·
Portugal ·
Roemenië ·
Rusland ·
Saoedi-Arabië ·
Schotland ·
Senegal ·
Servië ·
Slovenië ·
Slowakije ·
Sovjet-Unie ·
Spanje ·
Togo ·
Tsjechië ·
Tsjecho-Slowakije ·
Tunesië ·
Turkije ·
Uruguay ·
Verenigde Staten ·
Wales ·
Wit-Rusland ·
Zuid-Afrika ·
Zuid-Korea ·
Zweden ·
Zwitserland
Albanië (2016) ·
Argentinië (2018) ·
Argentinië (2022) ·
Australië (2018) · 
België (1904) · 
België (2018) · 
Brazilië (1998) · 
Brazilië (2006) · 
Denemarken (2002) · 
Denemarken (2018) ·
Duitsland (2014) · 
Duitsland (2021) · 
Ecuador (2014) · 
Engeland (1982) · 
Engeland (2012) · 
Engeland (2022) ·
Honduras (2014) · 
Hongarije (2021) · 
Italië (2000) · 
Italië (2006) · 
Italië (2008) · 
Japan (2001) · 
Kameroen (2003) · 
Koeweit (1982) · 
Kroatië (2018) · 
Marokko (2022) ·
Mexico (2010) · 
Nederland (2008) · 
Nigeria (2014) ·
Noord-Ierland (1982) · 
Oekraïne (2012) · 
Oostenrijk (1982) · 
Peru (2018) · 
Polen (1982) · 
Polen (2022) ·
Portugal (2006) · 
Portugal (2016) ·
Portugal (2021) ·
Roemenië (2008) ·
Roemenië (2016) ·
Senegal (2002) · 
Spanje (1984) ·
Spanje (2006) ·
Spanje (2012) ·
Spanje (2021) ·
Togo (2006) ·
Tsjecho-Slowakije (1982) ·
Uruguay (2002) ·
Uruguay (2010) ·
Uruguay (2018) ·
Zuid-Afrika (2010) ·
Zuid-Korea (2006) ·
Zweden (2012) ·
Zwitserland (2006) ·
Zwitserland (2014) ·
Zwitserland (2016) ·
Zwitserland (2021)